# SSV Reutlingen 05
SSV Reutlingen 05 – niemiecki klub piłkarski z siedzibą w Reutlingen.

## Historia
Sport- und Schwimmverein Reutlingen 05 e.V. został założony 9 maja 1905 jako FC Arminia 1905 Reutlingen. W 1910 klub zmienił nazwę na SV 1905 Reutlingen. W 1938 dokonał fuzji z SSV Reutlingen, tworząc SSV 1905 Reutlingen. W 1946 został rozwiązany. W tym samym roku powołano nowy klub – SSSV 1946 Reutlingen, który był spadkobiercą zlikwidowanego klubu.
W 1950 klub zmienił nazwę na SSV 1905 Reutlingen. Przez wiele lat występował na poziomie regionalnym – Oberligi i Regionalligi, które wówczas były odpowiednikiem drugiej ligi. W 1975 klub po raz pierwszy awansował do 2. Bundesligi. Tam Reutlingen występowało tylko sezon. Po spadku klub przez dwa kolejne lata przegrywał baraże o 2. Bundesligę. Potem przez ponad dwie dekady występował w Regionallidze (w 1989 przegrało baraże o powrót do 2. Bundesligi).
Ostatecznie do 2. Bundesligi Reutlingen powrócił w 2000. Tam klub występował przez kolejne trzy sezony. W 2003 wobec problemów licencyjnych został zdegradowany do Oberligi (IV liga). W 2006 klub awansował do Regionalligi. W 2008 w wyniku reformy rozgrywek i przegranych barażach, klub pozostał w Regionallidze, która została czwartą klasą rozgrywkową. W 2010 Reutlingen spadł do Oberligi (V liga).

## Sukcesy
- 4 sezony w 2. Bundeslidze: 1975-1976, 2000-2003.
- Puchar Wirtembergii (3): 1988, 1990, 1999.

## Nazwy klubu
- FC Arminia 1905 Reutlingen (1905–1910)
- SV 1905 Reutlingen (1910–1938)
- SSV 1905 Reutlingen (1938–1946)
- SSV 1946 Reutlingen (1946–1950)
- SSV 1905 Reutlingen (1950– )

## Reprezentanci kraju grający w klubie
| - Simon Rolfes - Ulrich Biesinger - Milan Kerbr - Stefan Lexa - Antti Sumiala | - Marijo Marić - Godfried Aduobe - Bashiru Gambo - Adigo Dinalo |

## Trenerzy klubu
| - Pal Csernai (1970–1971) - Lothar Emmerich (1986) - Ralf Rangnick (1995–1996) | - Armin Veh (1998–2001) - Roland Seitz (2008-2010) |